# Dungurra Island
Dungurra Island ist eine Insel im Great Barrier Reef, Sie gehört zum Archipel der Whitsunday Islands vor der Küste von Queensland, Australien.

## Geographie
Dungurra Island liegt zusammen mit Perseverance Island vor der Ostküste von Hamilton Island.